# 加沙省
| \| \| 加沙地带 巴勒斯坦领土 \| - 论 - 编 \|         |                       |       |
| 北加沙省 加沙省 加沙 代尔拜莱赫省 汗尤尼斯省 拉法省 |                       |       |
| Flag of Palestine                                   | 加沙地带 巴勒斯坦领土 | 论 编 |

加沙省（阿拉伯语：‎）是巴勒斯坦國加薩走廊五省之一，位於加薩走廊北部。面積70平方公里，加沙省於2006年人口505,700。首府加薩，人口449,221。